# Thelcticopis sagittata
Thelcticopis sagittata är en spindelart som först beskrevs av Henry Roughton Hogg 1915.  Thelcticopis sagittata ingår i släktet Thelcticopis och familjen jättekrabbspindlar. Inga underarter finns listade i Catalogue of Life.